# 舊奧斯科爾區

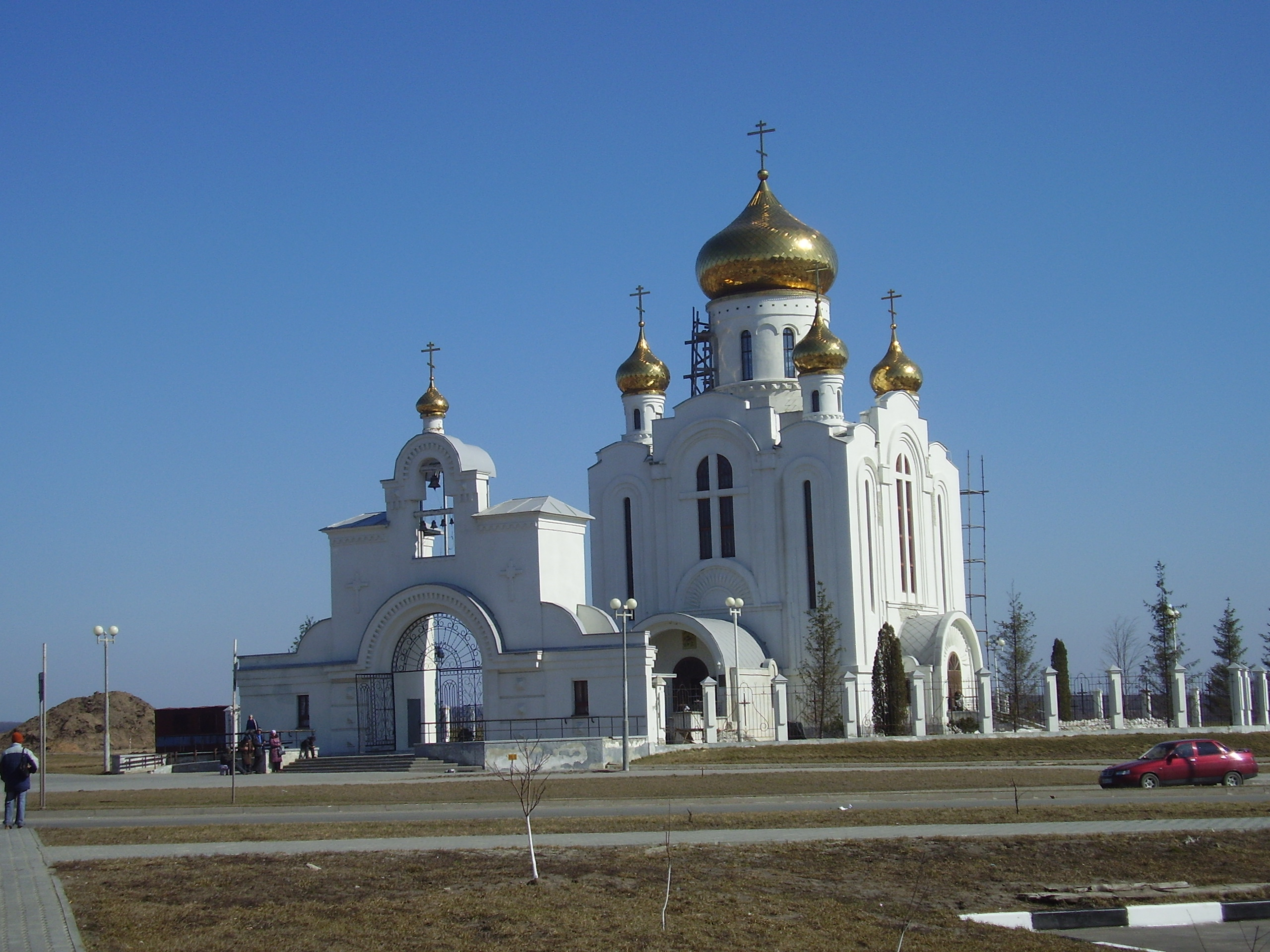

51°18′25″N 37°50′17″E / 51.307°N 37.838°E
舊奧斯科爾區（俄语：Старооскольский район），是俄羅斯的一個區，位於該國西部，由別爾哥羅德州負責管轄，面積1,694平方公里，2010年人口35,457，人口密度每平方公里20.93人。